# Per Frimann
Per Frimann Hansen (Gladsaxe, 4 juni 1962) is een voormalig voetballer uit Denemarken van onder andere RSC Anderlecht.

## Biografie
Frimann, een middenvelder, begon op jonge leeftijd bij AB (Akademisk Boldklub) uit Gladsaxe, een voorstad van Kopenhagen. In 1980 debuteerde Frimann in het A-elftal van de club, die in de Eerste Klasse van Denemarken speelde op dat moment.
In 1981 trok Frimann naar Kjøbenhavns Boldklub. Daar werd de Deen opgemerkt door RSC Anderlecht waar hij een seizoen later voor ging spelen.
Frimann werd bij RSC Anderlecht meteen een basisspeler die bijna elke wedstrijd moest spelen. Frimann bleef 7 seizoenen in Brussel en werd drie keer landskampioen.
In 1983 won hij met RSC Anderlecht de UEFA-Cup. Frimann was niet de enige Deen bij Anderlecht, ook Morten Olsen, Kenneth Brylle, Henrik Andersen, Henrik Mortensen en Frank Arnesen speelden in die periode bij paars-wit.
In 1988 besloot Frimann, toen 26 jaar, na een slepende blessure aan de rechterenkel, opgelopen bij een interland tegen Colombia, om terug te keren naar zijn vaderland. Daar ging hij bij Aarhus GF spelen en won hij de Beker van Denemarken. Een jaar later verhuisde de middenvelder naar Brøndby IF, waar Morten Olsen op dat moment trainer was. In 1990 stopte Per Frimann met voetballen, hij was toen 28 jaar. Zijn blessure maakte topsport onmogelijk. Hij werkte vervolgens drie jaar als consulent voor de Europese Commissie in Brussel, trok terug naar Denemarken en werd adviseur bij het Olympisch Comitré, vervolgens manager van zijn stamclub AB en is momenteel tv-presentator van diverse voetbalprogramma's op TV 3. 
Hij huwde met de tv-journaliste Camilla Sachs Bostrup.
Frimann speelde zeventien keer voor de nationale ploeg van Denemarken en was goed voor één doelpunt.

## Erelijst RSC Anderlecht & Brøndby IF
Anderlecht
- UEFA Cup

1983
- Belgische landskampioenen voetbal in 1985, 1986 en 1987 met RSC Anderlecht

 Brøndby IF
- SAS Ligaen

1990